# Ana de Santana
Ana Paula de Jesus Faria Santana, được gọi là Ana de Santana hoặc Ana Koluki (sinh ngày 20 tháng 10 năm 1960), là một nhà văn người Angola.

## Tiểu sử
Santana sinh ra ở Gabela, tỉnh Kwanza Sul, nhưng lớn lên ở Luanda, Angola. Bà tốt nghiệp Cử nhân Kinh tế (BA Hon.) Của Đại học Westminster và bằng Thạc sĩ Khoa học (Thạc sĩ Kinh tế) với chủ đề Lịch sử Kinh tế và Phát triển Kinh tế của Trường Kinh tế và Khoa học Chính trị Luân Đôn (LSE). Năm 1986, bà xuất bản bộ sưu tập thơ ca Sabores, Odores e Sonho ("Hương vị, mùi hương và sự phản chiếu"). Là tác phẩm pha trộn các di sản của Angola và châu Phi, thất bại chính trị và xung đột dân sự, tác phẩm của bà mô tả sự phân mảnh có kinh nghiệm trong cuộc sống hàng ngày. Những bài thơ chứa các cụm từ bị tách rời mô tả sự tồn tại của sự bất công và những ham muốn không thành.
Giáo sư Oyekan Owomoyela tin rằng Santana và Ana Paula Tavares (sinh năm 1952) là "nổi bật và có tầm quan trọng đặc biệt" trong các nhà thơ của Angola vào những năm 1980, một thể loại thường bị chi phối bởi các nhà thơ nam. Theo Luís Kandjimbo, Santana thuộc về một nhóm các nhà văn nữ đương thời ở Angola, người mà ông gọi là "Thế hệ không chắc chắn" ("Geração das Incertezas"), các nhà văn thường thể hiện nỗi buồn và u sầu trong tác phẩm của họ với các điều kiện chính trị và xã hội trong nước; “Thế hệ bất định”, bao gồm cả João Maimona, José Eduardo Agualusa, Lopito Feijoó, và João de Melo, đại diện cho phong trào thơ ca thập niên 1980 của Angola. Bà cũng là một đương đại của nhà thơ Maria Alexandre Dáskalos (sinh năm 1957). Santana, Dáskalos và Tavares được ghi nhận là "khám phá các vấn đề liên quan đến ham muốn tình dục và tình dục khác giới".